# Corydalis crystallina
Corydalis crystallina är en vallmoväxtart som först beskrevs av Torrey och A. Gray, och fick sitt nu gällande namn av Asa Gray. Corydalis crystallina ingår i släktet nunneörter, och familjen vallmoväxter. Inga underarter finns listade i Catalogue of Life.